# Koborgshus
Koborgshus eller Koborgen var en medeltida borg i Ovikens socken i Jämtland, 10 kilometer väster om Storsjön vid Koborgens fäbodar.

## Historia
Koborgshus uppfördes i början av 1480-talet, och nämns i två medeltidsbrev daterade den 2 april och 3 juni 1482. I ett av dem omnämns kyrkoherden Severin Hansson som "hövitsman på Koborgshus". 
Kyrkoherden hade förmodligen uppgiften att samla in biskopstiondet i Jämtland, och behövde då fästet både för lagring och som skydd av denna kyrkoskatt. Borgen anlades på en så kallad konungsallmänning. 
Enligt den lokala traditionen brann Koborgshus tidigt ner (en privatperson stod som ägare av området redan år 1490) och användes senare som fäbodvall med namnet "Koborgen".
Lämningar efter fästet finns ännu kvar i form av en murad källare under en fäbodstuga.